# أناتول كاريغنان
أناتول كاريغنان هو سياسي كندي، ولد في 7 يوليو 1885 في لا شين في كندا، وتوفي في 30 يوليو 1952 في مونتريال في كندا. نشط حزبياً في الاتحاد الوطني. وقد انتخب عضو الجمعية الوطنية في كيبك ‏.